# Museu nacional Machado de Castro
El Museu Nacional Machado de Castro és un museu d'art situat a Coïmbra, Portugal. Porta el nom de l'escultor portuguès Joaquim Machado de Castro. Es va inaugurar el 1913 i la seva última renovació va tenir lloc entre el 2004 i el 2012, que va incloure la incorporació d’un nou edifici, va rebre el Piranesi / Premi de Roma 2014.

## Història del museu
El Museu Machado de Castro és un dels museus d'art més importants de Portugal. Es troba a l'antic Palau del Bisbe. Aquest palau es va construir a partir de l’ edat mitjana al lloc on es trobava el fòrum romà d'Aeminium (nom romà de Coimbra). Les restes d’aquest passat llunyà, el Cryptoporticus, es poden visitar als pisos inferiors del museu.

## Col·leccions
La major part de la col·lecció del museu està formada per peces d’esglésies i institucions religioses de Coimbra. Són d’interès particular la col·lecció d’escultures (el museu nacional més gran de Portugal), pintura, metalls preciosos, ceràmica i tèxtils.
Fitxer:Museu Machado de Castro porta da cerca medieval entrada do museu IMG 0071.JPG|Entrada medieval; entrada al museu

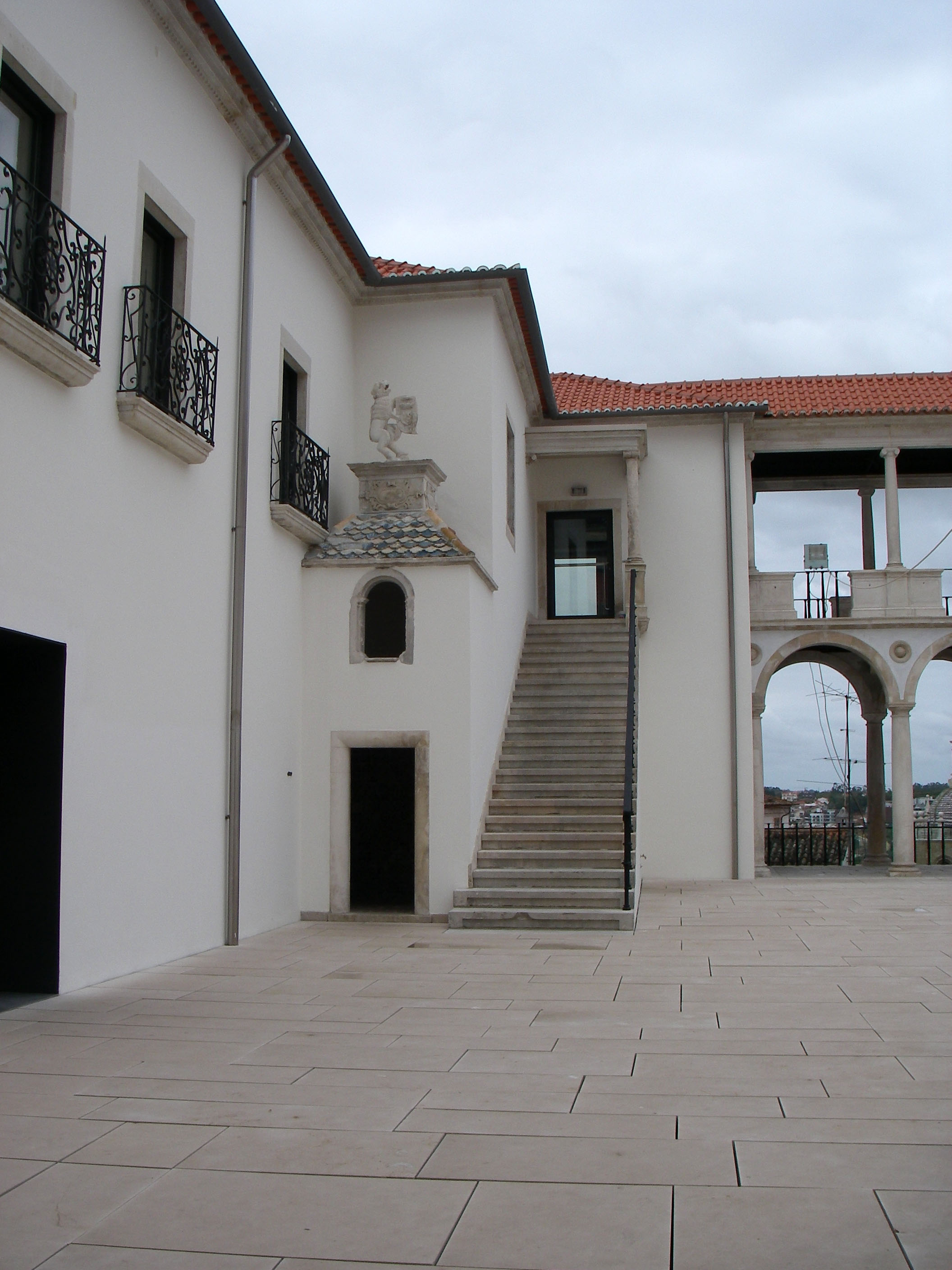
Antic Palau del Bisbe
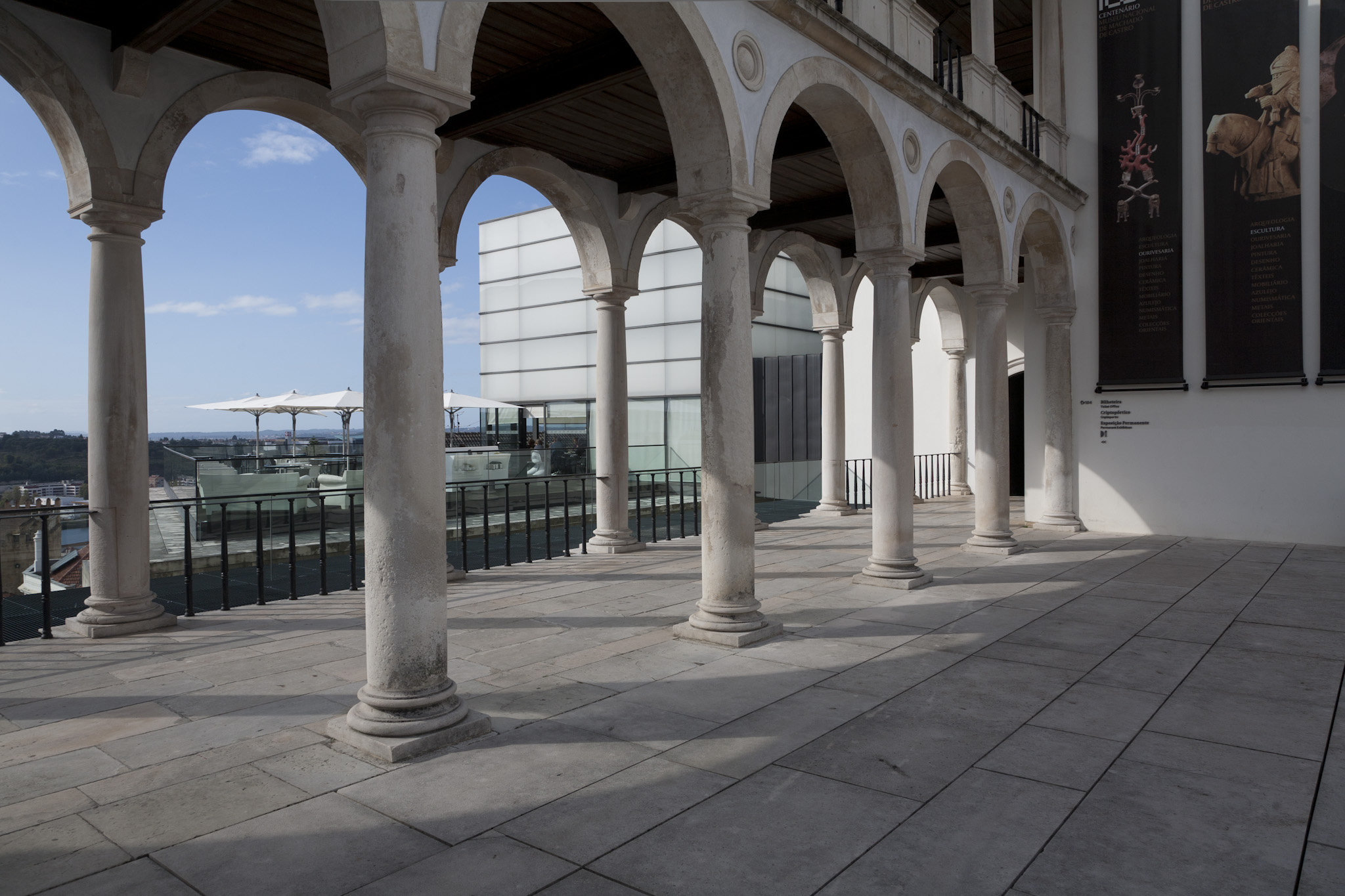
Accés al museu
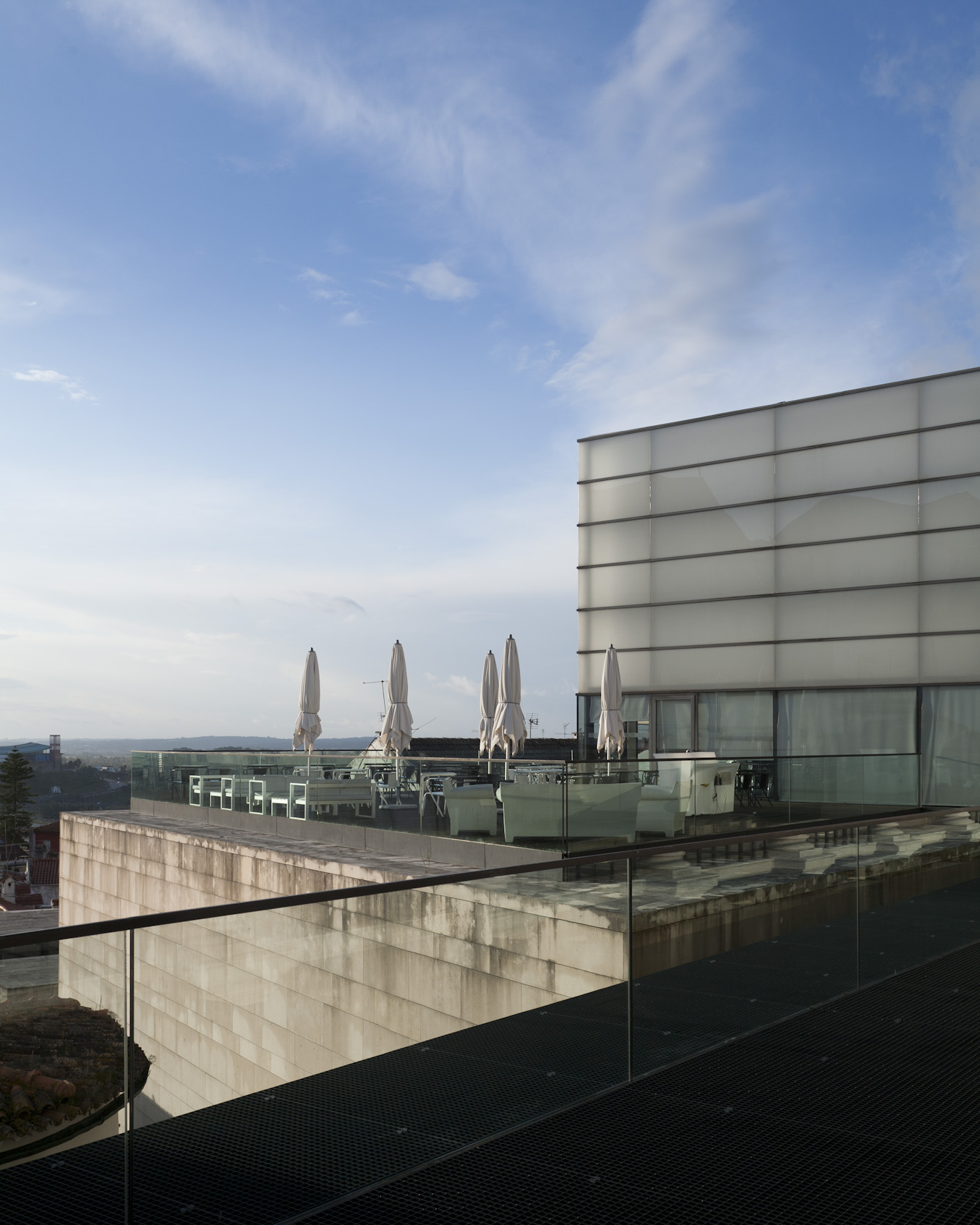
Nou restaurant
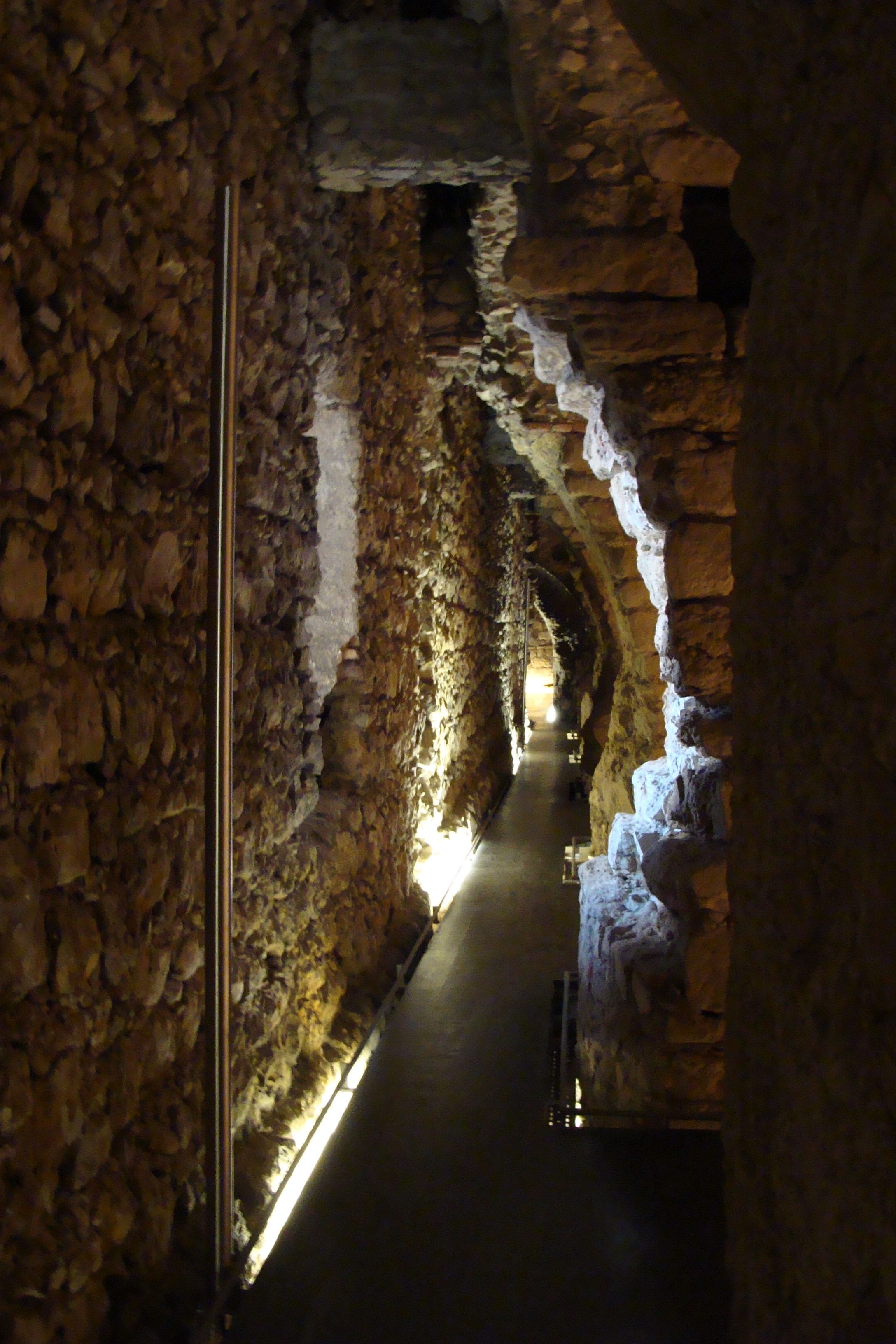
Criptopòrtic romà
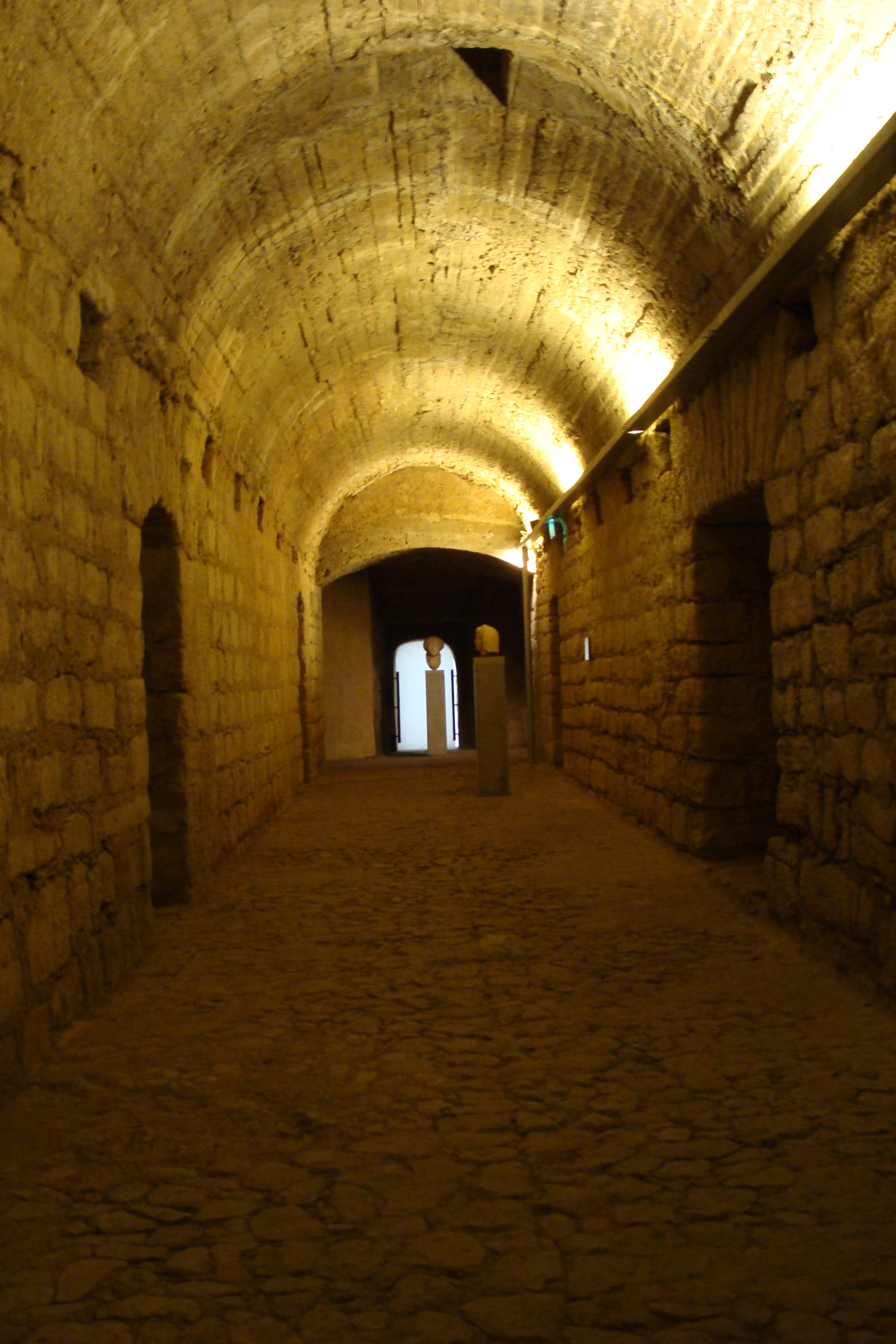
Criptopòrtic romà
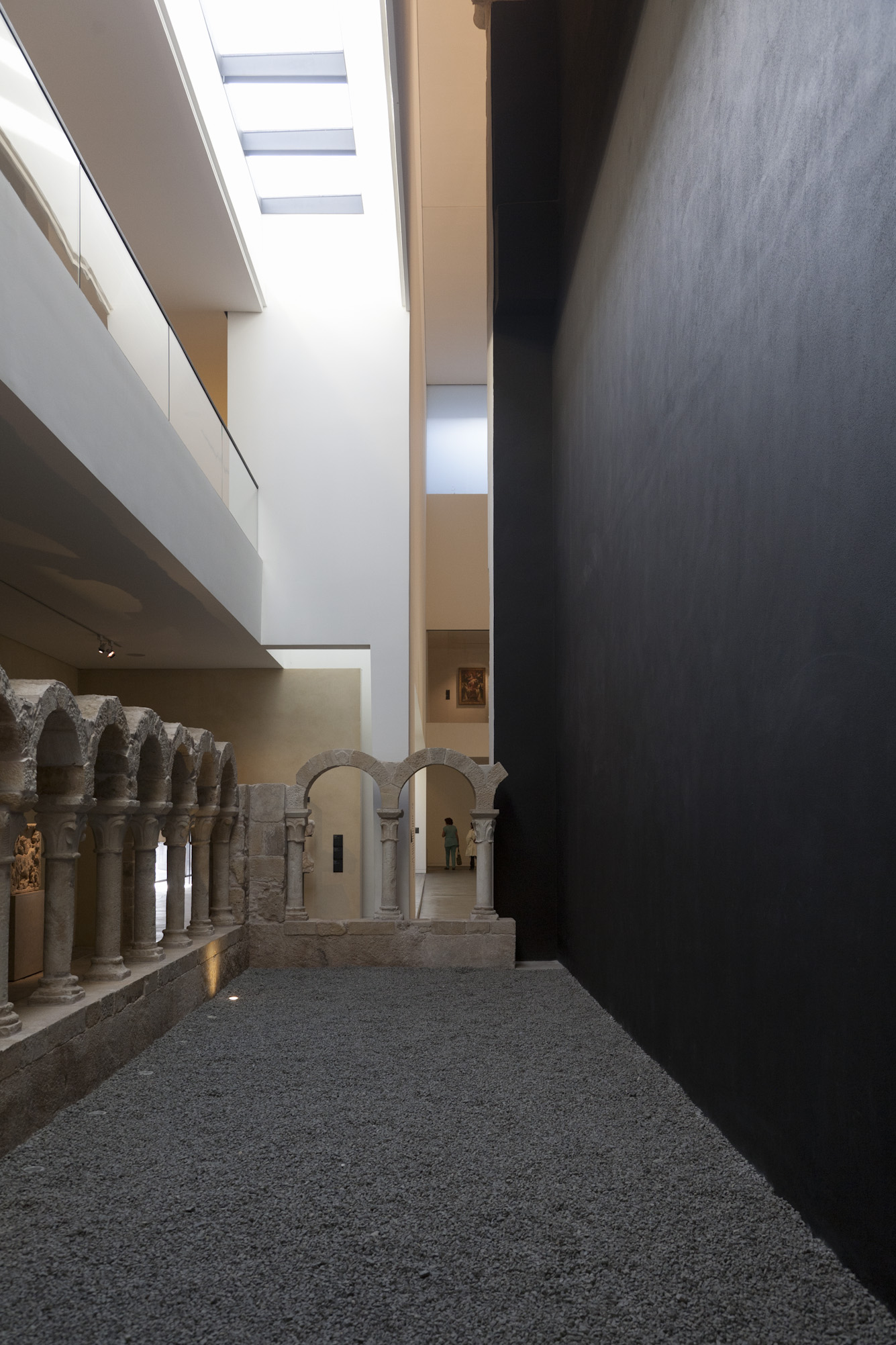
Interior del museu (edifici nou)
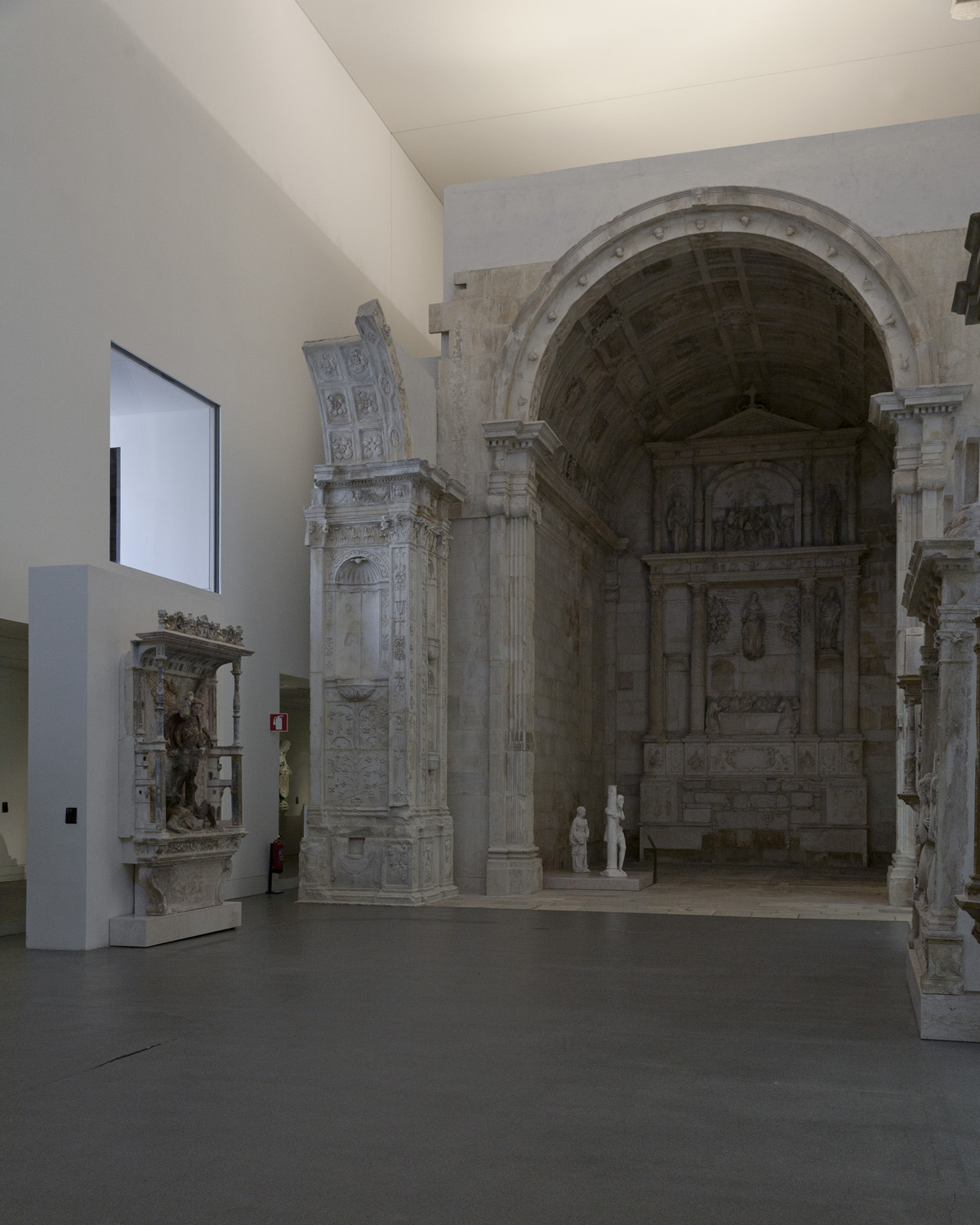
Interior del museu (edifici nou)
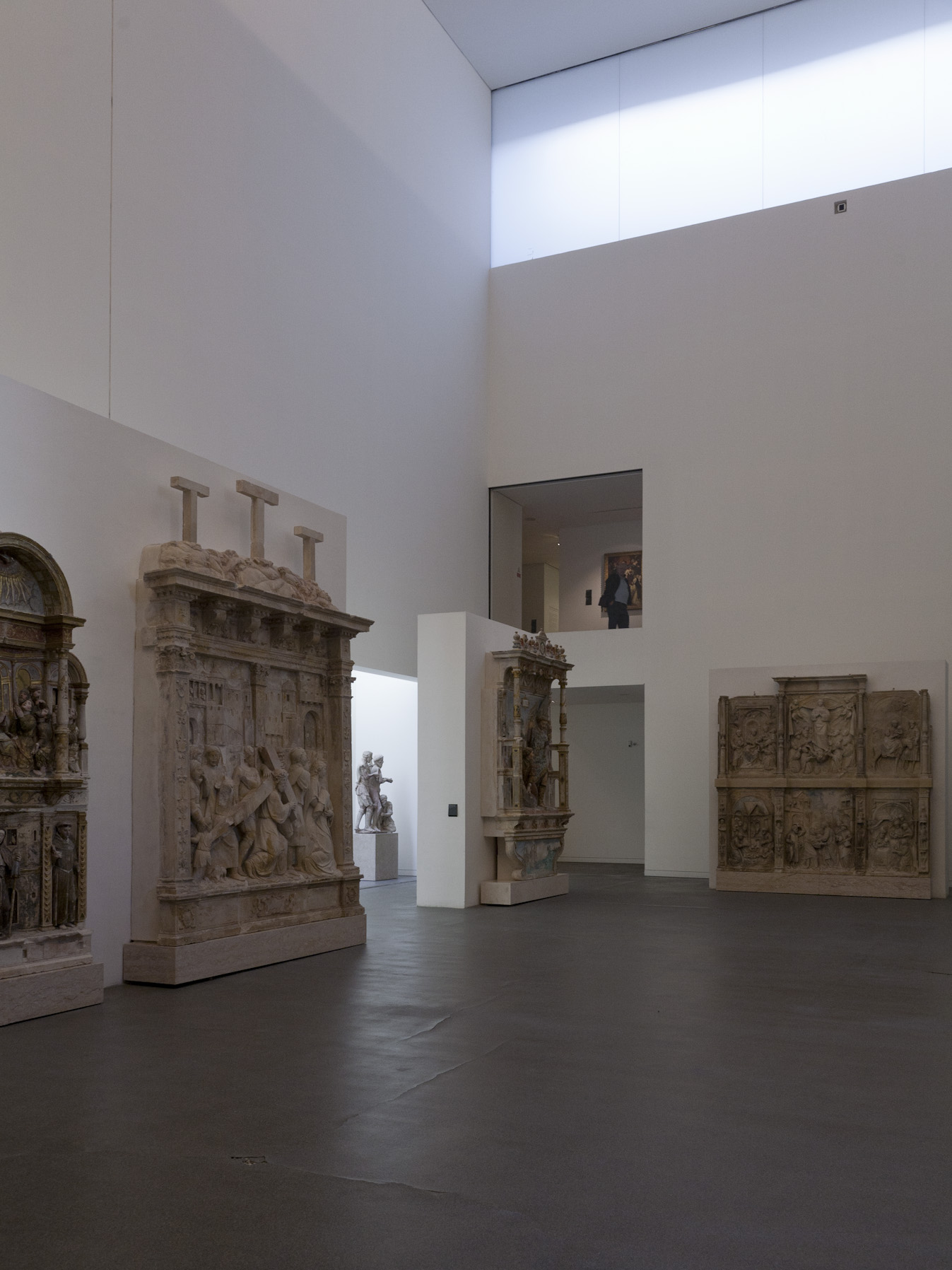
Interior del museu (edifici nou)